# Calpocalyx
Calpocalyx é um género botânico pertencente à família Fabaceae.

## Espécies
- Calpocalyx atlanticus
- Calpocalyx aubrevillei
- Calpocalyx brevibracteatus
- Calpocalyx brevifolius
- Calpocalyx cauliflorus
- Calpocalyx dinklagei
- Calpocalyx heitzii
- Calpocalyx klainei
- Calpocalyx letestui
- Calpocalyx ngouiensis
- Calpocalyx winkleri